# Fredric Svede
Fredric Svede, född 10 augusti 1753, död 8 februari 1838 i Maria Magdalena församling, Stockholm, var en svensk instrumentmakargesäll och byggde bland annat klavikord.

## Biografi
Fredric Svede arbetade som gesäll mellan 1774 och 1813 hos Pehr Lindholm i Stockholm. När Lindholm avled 1813 fortsatte Svede på egen hand att tillverka klavikord men troligtvis i liten skala.
Svede gifte sig första gången 31 maj 1778 i Adolf Fredriks församling med Maria Christina Hallongren (1758–1800). De fick tillsammans sonen Johan Fredric (född 1779). Svede gifte sig andra gången 12 november 1803 i Maria Magdalena församling med Catharina Ullström (född 1768). De bodde 1820 på kvarter Laxen nummer 8 i Maria Magdalena församling i Stockholm. Han blev aldrig mästare utan var gesäll hela livet. 
Fredric Svede avled 8 februari 1838 i Maria Magdalena församling i Stockholm.

## Klavikord
Svedes klavikord har stora likheter med Pehr Lindholms.
- 1823 - Klavikord.